# Trauermusik
Trauermusik és una suite per a viola i orquestra de corda, escrita el 21 de gener de 1936 per Paul Hindemith amb molt poc temps d'antelació en memòria del rei Jordi V del Regne Unit, que va morir la nit anterior. El títol significa ''Música de dol'' o ''Música fúnebre'' en català, però l’obra és coneguda habitualment pel seu títol en alemany.

## Història
El 19 de gener de 1936, Paul Hindemith va viatjar a Londres amb la intenció de tocar el seu concert per a viola Der Schwanendreher, amb Adrian Boult i l'⁣Orquestra Simfònica de la BBC al Queen's Hall, el 22 de gener. Aquesta havia de ser l'estrena britànica de l'obra.
No obstant això, just abans de la mitjanit del 20 de gener, el rei Jordi V va morir. El concert va ser cancel·lat, però Boult i el productor musical de la BBC Edward Clark encara volien la participació de Hindemith en qualsevol música que s'emetés en el seu lloc. Van debatre durant hores quina podria ser una peça adequada, però en van trobar cap, així que es va decidir que Hindemith havia d'escriure alguna cosa nova. L'endemà, a partir de les 11del matí fins a les 5 de la tarda, Hindemith va estar assegut en un despatx que li havia posat a la seva disposició la BBC i va escriure Trauermusik en homenatge al difunt rei. Va ser escrita per a viola i orquestra de corda (Der Schwanendreher utilitza un complement més ampli que inclou instruments de vent fusta). Aquella nit es va interpretar Trauermusik en directe des d'un estudi de ràdio de la BBC, amb Boult dirigint i el compositor com a solista.

## La música
Trauermusik consta de quatre moviments molt curts. El primer moviment està marcat com a Langsam . El segon moviment (Ruhig bewegt) dura menys d'un minut i el tercer és només una mica més llarg.
L'últim moviment és el cor de l'obra. Hindemith tenia la intenció de citar el coral Vor deinen Thron tret' ich hiermit (Aquí apareixo davant del teu tron), les paraules són ben conegudes de la composició de Johann Sebastian Bach al llit de mort. Hindemith va triar l'harmonització de Bach BWV 327, sense saber en aquell moment, que el manuscrit original d'aquest escenari no té text i que el text Vor deinen Thron havia sigut afegit pels editors de la Bach-Gesellschafts-Ausgabe, mentre que Bach per a Vor deinen Thron sempre utilitzava la melodia Wor deinen Thron. La melodia de la BWV 327, per la seva banda, era molt familiar a Anglaterra com la "vella centena", amb les paraules "Tota la gent que habita a la Terra".
La peça també conté cites de la Simfonia: Mathis der Maler i Der Schwanendreher. Trauermusik va entrar immediatament en el repertori de violistes, així com de violoncel·listes i fins i tot violinistes.
El filantrop i mecenes musical suís Werner Reinhart, a qui Hindemith havia dedicat el seu Quintet per a clarinet el 1923, va dir més tard a Gertrud Hindemith que "hi havia alguna cosa mozartiana" en el fet que el seu marit compongués Trauermusik en mig dia i l'estrenés el mateix dia. «No conec ningú més avui que ho pugui fer», va dir.